# روتکی (استان اوپوله)
روتکی (به لهستانی: Rutki) یک منطقهٔ مسکونی در لهستان است که در گمینا نگمودلین واقع شده‌است.